# Ахмед, Хундакар Муштак
Хундакар Муштак Ахмед (бенг. খন্দকার মোশতাক আহমেদ; 27 февраля 1919 — 5 марта 1996) — один из основателей независимого Бангладеш, президент Бангладеш (15 августа — 3 ноября 1975).

## Биография
Родился в 1918 году в деревне Даспара округе Комилла в провинции Бенгалия Британской Индии, и получил степень в области права в Университете Дакки.
С 1942 года стал заниматься политикой, был одним из ведущих студенческих активистов Мусульманской лиги, участвовал в Движении за образование Пакистана, затем присоединился к Авами Лиг. Ещё со студенческих лет стал близким соратником молодого политика Муджибура Рахмана.
В 1954 году был избран в Провинциальную ассамблею Восточного Пакистана в качестве кандидата от Объединённого фронта Восточного Пакистана. После того, как центральное пакистанское правительство в 1954 году распустило Объединённый фронт, попал в тюрьму вместе с прочими бенгальскими лидерами. В 1955 году был освобождён, но в 1958 году, после введения режимом Айюб Хана военного положения, был арестован вновь. В 1966 году его снова арестовали — за поддержку Программы шести пунктов Муджибура Рахмана. После освобождения сопровождал М. Рахмана на конференцию всех партий, созванную Айюб Ханом в Равалпинди в 1969 году. В 1970 году был избран в Национальную ассамблею Пакистана.
Когда в 1971 году М. Рахман был арестован и началась национально-освободительная война, лидеры Авами Лиг в Муджибнагаре провозгласили независимость Бангладеш. Президентом был провозглашён находящийся в заключении М. Рахман, на время его отсутствия исполняющим обязанности президента стал Саид Назрул Ислам, премьер-министром стал Таджуддин Ахмед, а Хундакару Муштаку Ахмеду достались обязанности министра иностранных дел. Однако практически сразу выявились его серьёзные разногласия с другими членами правительства.
После достижения Бангладеш независимости до декабря 1971 возглавлял МИД, потом стал министром энергетики, ирригации и борьбы с наводнениями. В 1975 году назначен министром торговли. Будучи человеком консервативных взглядов, противостоял социалистической, секуляристской и проиндийской политике М. Рахмана, сблизился с его противниками и происламскими кругами, но оставался в его правительстве и даже стал членом исполкома партии БАКСАЛ, когда в стране была провозглашена однопартийная система.
15 августа 1975 года Муджибур Рахман и все члены его семьи (кроме двух дочерей, находившихся в то время в ФРГ) были убиты группой офицеров (видимо, с согласия Муштака Ахмеда).
Хундакар Муштак Ахмед быстро установил контроль над правительством и провозгласил себя президентом страны. Участвовавшие в перевороте и репрессиях против сторонников бывшей власти офицеры получили повышения в чинах на 2-3 чина сразу (включая организатора переворота Сайеда Фарука Рахмана, ставшего из майоров полковником), убийцы М. Рахмана получили иммунитет от судебного преследования, а четверо его сторонников в правительстве — бывший вице-президент Саид Назрул Ислам, первый премьер-министр страны, бывший министр финансов Таджуддин Ахмед, бывший министр промышленности A. Х. М. Камаруззаман и бывший премьер-министр Мансур Али — были помещены в Центральную тюрьму Дакки (3 ноября 1975 года они там были расстреляны). Дочерям Муджибура Рахмана было запрещено возвращаться на родину.
3 ноября 1975 года в результате переворота, организованного бригадным генералом Халедом Мошаррафом, который многими воспринимался как сторонник убитого Муджибура Рахмана, был отстранён от власти и заключён в тюрьму, где пробыл до 1978 года. Контрпереворот 6 ноября 1975 года никак не изменил его судьбу. 
После освобождения попытался вернуться в политику, основав крайне правую Демократическую лигу, но успеха не имел. Последние годы жизни прожил в Дакке.